# 丁巍
丁巍（1957年4月—），男，汉族，山西晋城人，中华人民共和国政治人物。郑州大学历史专业毕业。第十三届全国人大代表。

## 生平
1974年5月参加工作，1976年11月加入中国共产党。1978年10月至1982年8月在郑州大学历史专业学习。
1982年8月至1985年1月任商丘县双八镇镇长。1985年1月至1988年11月任共青团河南省商丘地委书记。1988年11月至1992年6月任中共商丘县委副书记。1992年6月至1994年1月任永城县县长（1992年2月至1993年12月在天津大学研究生院管理系管理工程专业研究生学习）。1994年1月至1997年11月任中共夏邑县委书记（1996年9月至1997年7在中央党校中青年干部培训班学习）。
1997年11月，任中共商丘市委秘书长；2001年6月，任商丘市副市长。
2003年6月至2006年9月，任中共驻马店市纪委书记（2004年3月至2006年1月在中央党校研究生院法学理论专业学习）。2006年9月，任中共驻马店市委副书记。
2008年3月至2011年9，任鹤壁市人民政府市长；2011年9月至2013年4月，任中共鹤壁市委书记。
2013年4月，任中共安阳市委书记。
2016年5月，任中共河南省委副秘书长。
2017年1月，当选为河南省十二届人大常委会秘书长。2018年2月24日，当选为第十三届全国人大代表。2020年6月，因年龄原因辞去河南省人大常委会秘书长。